# Batcheba Louis
Batcheba Louis (* 15. Juni 1997 in Quartier-Morin) ist eine haitianische Fußballspielerin.

## Karriere

### Klub
Ab 2013 spielte sie in ihrer Heimat beim AS Tigresses und verblieb hier bis Ende 2017. Danach zog es sie nach Frankreich, wo sie nun für den FF Issy auflief. Bereits im Jahr 2016 hatte sie ein Probetraining beim FC Metz absolviert, wobei diesem jedoch aufgrund von mangelndem Budget kein Wechsel folgte. Seit dem Jahr 2022 steht sie nun beim FC Fleury unter Vertrag.

### Nationalmannschaft
Sie war ab 2012 für die U-17-Nationalmannschaft von Haiti aktiv. Später war sie dann auch in der U-20 aktiv, mit der sie sich für die CONCACAF-Meisterschaft im Jahr 2015 qualifizierte. Ihr erstes Spiel in der A-Nationalmannschaft folgte dann im Jahr 2014. Mit dieser qualifizierte sie sich schließlich auch für die Weltmeisterschaft 2023.